# Nem thadeua
La nem thadeua, ou salade de riz croustillant, est un plat courant au Laos, originaire du village portuaire de Tha Deua, d'où part le pont Mittaphab qui relie Vientiane à Nong Khai, en Thaïlande.
Cette salade est agrémentée de porc fermenté, de légumes et de cacahuètes, enroulée dans une feuille de salade avec de la menthe et de la coriandre. Ce plat est assez consistant car le riz est frit.

## Origine
Dans les années 1960, des marchands ambulants thaïlandais traversaient le Mékong depuis Nong Khai (une ville au nord-est de la Thaïlande et frontalière avec le Laos) pour venir vendre leur spécialité, le nem (signifiant viande de porc fermentée) à Thadeua. Le plat s'est propagé au nord-est puis dans le reste de la Thaïlande lorsque les Laotiens venant de la région d'Isan ont migré vers Bangkok pour travailler. Le plat gagne aujourd'hui en popularité en Occident là où les Laotiens ont immigré.

## Autres noms
Nam thadeua (lao : ແໜມທ່າເດືອ) est aussi connu sous le nom de nam khao ou nam khao tod (lao : ແໜມເຂົ້າທອດ), yam naem khao thot (thai : ยำแหนมข้าวทอด) ou naem khluk (thai : แหนมคลุก). Nem signifie « viande de porc fermentée ». Et khao désigne le riz.

## Préparation et service
Les Laotiens cuisent généralement le riz au cuiseur à riz, la veille, sans mettre trop d’eau pour un riz plus sec, moins collant et contenant peu d'amidon.
Le riz est également assemblé en boulettes avec de l'oignon, de l'œuf, de la noix de coco râpée, de la poudre de coco, du sel et du paprika). Il est conseillé d'aplatir les boulettes de riz pour avoir plus de surface croustillante. Elles sont ensuite frites puis émiettées. On émiette également du porc fermenté (som moo : « porc acide », viande de porc fermentée mélangée à de fines lanières de couenne légèrement élastiques, une des spécialités de Luang Prabang) dans la préparation. On assaisonne avec du citron, de la sauce de poisson, de la cive, de la coriandre ou de la menthe ciselée. Certaines familles laotiennes utilisent aussi de l’échalote émincée, des cacahuètes torréfiées ou du riz soufflé afin d'ajouter du croustillant.
Chaque bouchée est servie enveloppée avec des feuilles de batavia, du shiso et de piper lolot (phak ileut en lao ou là lot en viet).